# 1200 (szám)
Az 1200 (római számmal: MCC) az 1199 és 1201 között található természetes szám.

## A szám a matematikában
A tízes számrendszerbeli 1200-as a kettes számrendszerben 10010110000, a nyolcas számrendszerben 2260, a tizenhatos számrendszerben 4B0 alakban írható fel.
Az 1200 páros szám, összetett szám. Kanonikus alakja 24 · 31 · 52, normálalakban az 1,2 · 103 szorzattal írható fel. Harminc osztója van a természetes számok halmazán, ezek növekvő sorrendben: 1, 2, 3, 4, 5, 6, 8, 10, 12, 15, 16, 20, 24, 25, 30, 40, 48, 50, 60, 75, 80, 100, 120, 150, 200, 240, 300, 400, 600 és 1200.
5-sima szám.
Érinthetetlen szám: nem áll elő pozitív egész számok valódiosztóösszeg-függvényeként.

## Csillagászat
- 1200 Imperatrix kisbolygó